# Музей автомобиля (Турин)
Национальный музей автомобиля в Турине (также Туринский автомобильный музей; итал. Museo dell'automobile di Torino, MAUTO) — историко-технический музей в итальянском городе Турин (область Пьемонт), основанный в 1933 и открытый в ноябре 1960 года; в 1975 году музей был расширен за счёт библиотеки, центра документации и фотоколлекции; был повторно открыт после трёхлетней реконструкции в марте 2011 года; коллекция насчитывает около 200 автомобилей.

## История и описание
Туринский автомобильный музей зародился в 1932 году: когда Туринский автомобильный клуб выступил с предложением о создании подобного заведения. Инициаторами создания стали соучредители компании FIAT Чезаре Гория Гатти и Роберто Бискаретти ди Руфия (1845—1940). В 1933 году президент Ассоциации производителей автомобилей Джузеппе Акутис поддержал проведение ретроспективной автовыставки, чтобы изучить интерес публики и энтузиастов к будущему музею: на выставке удалось представить три десятка автомобилей.
19 июля 1933 года власти города Турин решили основать музей, создав специальный организационный комитет и получив одобрение от главы итальянского правительства Бенито Муссолини, который лично присвоил музею название — «Национальный автомобильный музей». Основной проблемой организаторов стал поиск подходящего помещения: первоначально, новые приобретения для коллекции экспонировались на складе на улице Via Andorno — в здании бывшей фабрике «Fabbrica Aquila Italiana». В мае 1939 года коллекция из ста автомобилей, библиотека и архив переехали в помещения под муниципальным стадионом и стали открыты для широкой публики.
Во время Второй мировой войны музейная коллекция практически не пострадали ни от бомбардировок города, ни от присутствия союзных войск — но библиотека и архив были частично уничтожены или потеряны. В июле 1955 года было принято решение начать строительство нового здания: земля была предоставлена муниципалитетом Турина, а финансирование осуществлялось автомобильными заводами региона и семьей Агнелли (Аньелли). 22 февраля 1957 года организация была переименована в «Автомобильный музей», что было подтверждено указом президента от 8 октября. Новый музей был торжественно открыт 3 ноября 1960 года, незадолго до выставки «Экспо 1961» (Esposizione Internazionale del Lavoro — Torino 1961).